# Anthony Albanese
Pour les articles homonymes, voir Albanese.
Anthony Albanese, né le 2 mars 1963 à Sydney, est un homme d'État australien. Membre du Parti travailliste, qu'il dirige depuis le 30 mai 2019, il est Premier ministre d'Australie depuis le 23 mai 2022.
Il siège depuis 1996 à la Chambre des représentants pour la circonscription de Grayndler et occupe plusieurs postes ministériels dans le premier gouvernement de Kevin Rudd, sous les gouvernements de Julia Gillard puis dans le second gouvernement Rudd. Vice-Premier ministre durant deux mois, il retourne dans l'opposition à la suite de la défaite du Parti travailliste aux élections fédérales de 2013 et siège au sein du cabinet fantôme de Bill Shorten. 
Élu chef du Parti travailliste en 2019, il prend la tête du gouvernement australien à la suite de leur victoire aux élections fédérales de 2022 et se maintient en poste après leur très large victoire aux élections fédérales de 2025.

## Biographie

### Origines et formation
Anthony Norman Albanese naît le 2 mars 1963 à Sydney dans le quartier de Darlinghurst, d'une mère irlando-australienne et d'un père italien originaire de Barletta qu'il ne rencontre qu'au début des années 2000. Il fréquente l'école catholique St Mary's Cathedral College (en) avant d'intégrer l'université de Sydney où il étudie l'économie. Il rejoint le Parti travailliste en tant qu'étudiant avant d'entrer au Parlement, travaille comme responsable du parti et chargé de recherche.
Ayant joué au rugby à 13 dans sa jeunesse, il est un fervent supporter des South Sydney Rabbitohs. Il fut membre exécutif de ce club jusqu'en 2019.

### Débuts politiques
Diplômé en sciences économiques de l'université de Sydney, Anthony Albanese est élu député de la circonscription de Grayndler en Nouvelle-Galles-du-Sud lors des élections fédérales du 2 mars 1996.
Il entre au gouvernement le 3 décembre 2007 comme ministre des Infrastructures et des Transports, ministre du Développement régional et des Affaires locales et ministre des relations avec la Chambre des représentants, à la suite la victoire des travaillistes de Kevin Rudd, qui forme son premier gouvernement. Julia Gillard le confirme dans ses fonctions en juin 2010 au sein de son exécutif lorsqu'elle devient Première ministre.

### Vice-Premier ministre

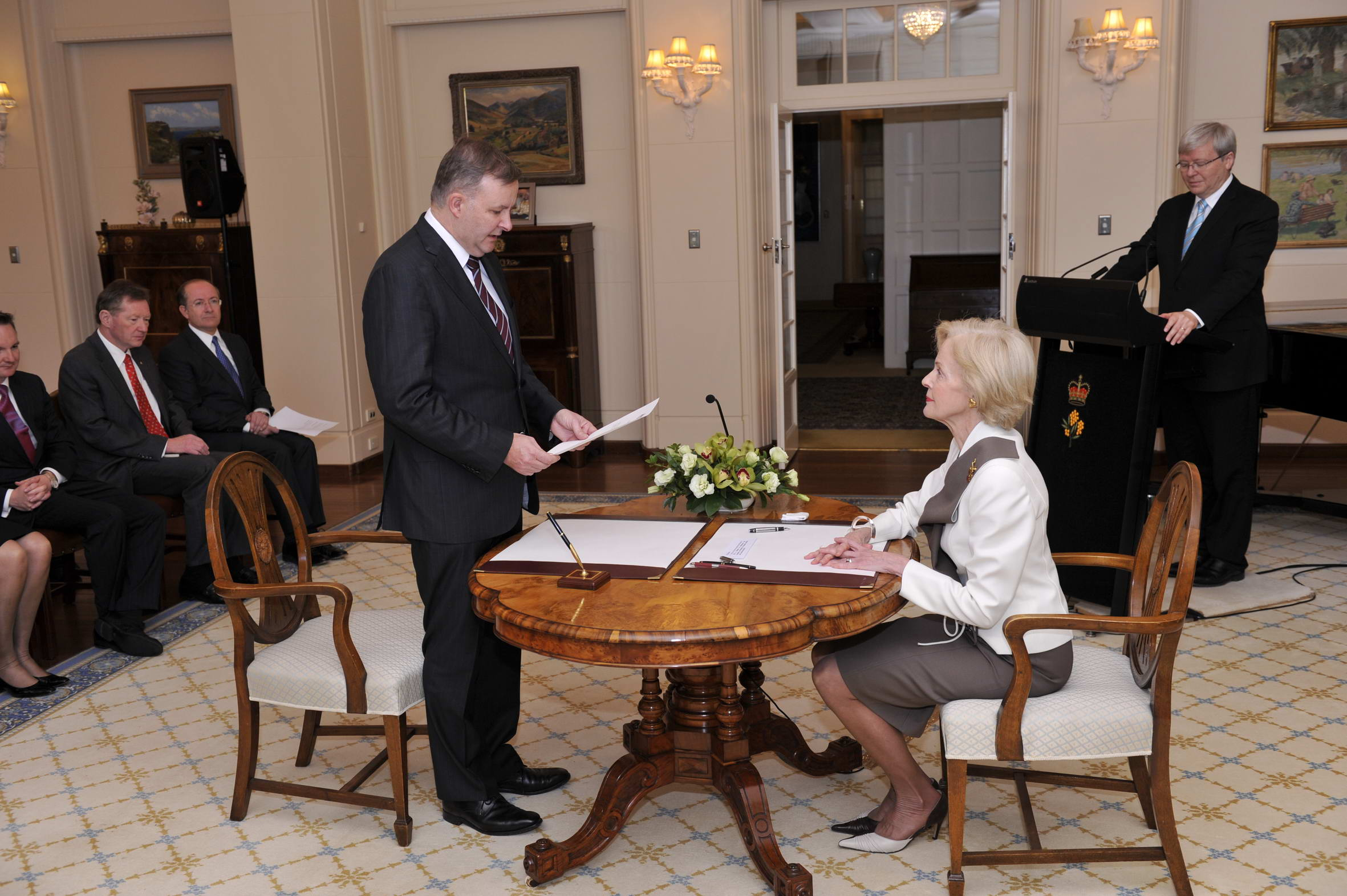
Anthony Albanese prêtant serment devant la gouverneure générale Quentin Bryce le 27 juin 2013.

Anthony Albanese postule le 26 juin 2013 à l'élection du chef adjoint du Parti travailliste et s'impose avec 61 voix contre 38 à Simon Crean, qui dirige le parti de 2001 à 2003. Rudd, qui reprend dès lors la tête du gouvernement, fait d'Albanese son vice-Premier ministre.

### Retour dans l'opposition
À la suite de la lourde défaite du Parti travailliste aux élections fédérales du 7 septembre 2013, Anthony Albanese présente sa candidature pour diriger le parti.
Opposé à Bill Shorten, il recueille 59,9 % des votes des adhérents et 36,1 % des voix des parlementaires, soit une moyenne de 48 %. Il est donc battu et devient ministre fantôme du Tourisme. Après la défaite des élections de 2016, il est désigné ministre fantôme des Infrastructures et des Transports.

### Chef du Parti travailliste
À la suite d'une nouvelle défaite des travaillistes lors des élections fédérales du 18 mai 2019, Bill Shorten démissionne de la direction du parti et Anthony Albanese est élu pour lui succéder le 30 mai suivant, sans opposition.
Alors que les feux de brousse de 2019-2020 en Australie puis les confinements à répétition en raison de la pandémie de Covid-19 entament fortement la popularité du Parti libéral d'Australie et de son dirigeant, le Premier ministre Scott Morrison,, Albanese n'arrive initialement pas à s'imposer en tant qu'alternative viable dans les sondages. Cela amène plusieurs commentateurs à poser la question de son maintien à la tête du parti au début de l'année 2021. Cependant, au cours de l'année 2021, la popularité des libéraux de Morrison continue de baisser tandis que celle des travaillistes d'Albanese remonte en vue d'élections fédérales serrées en 2022.

### Premier ministre

#### Victoire aux élections de 2022
En mai 2022, les travaillistes d'Anthony Albanese sortent vainqueurs des élections fédérales, mettant fin à neuf années de gouvernement libéral-national. Albanese prête serment en tant que 31e Premier ministre le 23 mai. Il devient le premier chef du gouvernement australien à porter un nom de famille autre que britannique. Lors de son premier discours post investiture, il annonce l’organisation d'un référendum constitutionnel sur l'instauration d'une assemblée aborigène chargée de conseiller le Parlement sur les lois concernant les peuples autochtones, une revendication de longue date de ces derniers. Il assiste dans la foulée de son investiture à son premier sommet international, au Japon.

#### Décès d'Élisabeth II
Soutenant le remplacement de la monarchie australienne par un régime républicain, Anthony Albanese nomme symboliquement un « ministre délégué pour la République », mais il affirme dans le même temps que « la république n'est pas une priorité ». À l'instar de son homologue néo-zélandaise Jacinda Ardern, il déclare à propos d'Élisabeth II : « Même de nombreux Australiens qui n'adhèrent pas au principe de la monarchie ont de l'estime pour elle. Vous pouvez être républicain, comme je le suis, et conserver le plus profond respect pour la reine. Elle a fait son devoir avec fidélité, intégrité, humanité […] ». À l'occasion du couronnement de Charles III en tant que roi d'Australie, en mai 2023, il déclare : « Je veux voir un Australien à la tête de l'État australien, cela ne m'empêche pas d'avoir du respect pour [la monarchie] ». Alors qu'Anthony Albanese doit prêter serment d'allégeance au nouveau souverain, cette prise de position est critiquée par le Mouvement républicain australien (en).

#### Politiques environnementales et militaires
Le 10 novembre 2023, Anthony Albanese signe avec le Premier ministre tuvaluan Kausea Natano le traité de l'Union falepili. Par celui-ci, en réponse au réchauffement climatique, l'Australie permet à tout citoyen tuvaluan d'émigrer en Australie et d'y bénéficier pleinement de droits sociaux, avec un quota de 280 migrants par an. L'Australie s'engage à aider les Tuvalu à s'adapter au réchauffement climatique, notamment en construisant de nouvelles terres suffisamment au-dessus du niveau de la mer à Funafuti. Enfin, l'Australie se rend garante de la sécurité intérieure et de la défense des Tuvalu, les Tuvalu s'engageant en retour à ne signer aucun accord de sécurité et de défense avec un pays tiers sans l'accord de l'Australie.
L’Australie poursuit sous son gouvernement son effort de militarisation. Un plan pour renforcer significativement la marine de guerre est annoncé en 2024. Canberra prévoit d’augmenter de plus de 6,5 milliards d’euros ses dépenses en matière de défense, et a pour objectif de doubler le nombre de ses grands navires de combat, pour atteindre un niveau sans précédent depuis la Seconde guerre mondiale. Ce plan doit voir l’Australie porter ses dépenses en matière de défense à 2,4 % de son PIB. L’Australie, qui a formé avec les États-Unis et le Royaume-Uni l’accord militaire AUKUS, cherche notamment à contrecarrer l’influence de la Chine dans le Pacifique -Sud.
En octobre 2024, Anthony Albanese a été critiqué pour avoir utilisé le syndrome de Tourette comme une insulte lors d'une séance parlementaire, suscitant des réactions négatives de la part de sénateurs et d'organisations de défense. Après avoir immédiatement retiré ses propos, il a présenté des excuses formelles, reconnaissant que ses commentaires étaient blessants et inappropriés. Des défenseurs du syndrome de Tourette ont exprimé leur préoccupation quant à l'impact de ses paroles sur la perception publique de cette condition neurologique.

#### Élections fédérales en 2025
Anthony Albanese remporte largement un second mandat à l'occasion des élections fédérales du 3 mai 2025 en renforçant sa majorité alors qu'il était donné battu trois mois plus tôt, grâce, selon Le Monde, au désir de stabilité de l'électorat dans le cadre de la guerre commerciale initiée par le président américain Donald Trump et à l'effondrement du chef de l'opposition Peter Dutton en raison d'une mauvaise campagne.

#### Second mandat
Le second gouvernement Albanese prête serment le 13 mai 2025. Anthony Albanese promet que le premier acte de son second mandat sera de réduire les frais d'enseignement supérieur de 20 %.

### Vie privée
Anthony Albanese épouse en 2000 Carmel Tebbutt, qu'il a rencontrée à la fin des années 1980 et avec qui il a un fils. Après 19 ans de mariage et trente ans de vie commune, elle lui annonce vouloir le divorce le jour du nouvel an 2019. En 2021, alors que le chef de l'opposition se remet d'un grave accident de voiture à Sydney, il est révélé l'identité de sa nouvelle compagne, Jodie Haydon, qu'il dit avoir rencontrée à un dîner évènement à Melbourne, un an après sa séparation. La nomination d'Anthony Albanese en tant que Premier ministre en 2022 fait de lui le premier homme divorcé à être nommé à ce poste. En février 2024, le couple annonce leur prochain mariage après qu'Albanese ait fait sa demande en mariage à Haydon à The Lodge, faisant ainsi de lui le premier Premier ministre à se fiancer en cours de mandat. Leur mariage se déroulera après les élections fédérales de 2025.
Le couple possède également un chien, Toto, un cavoodle femelle qui porte le titre de « Premier chien d'Australie » (Australia's first dog).